# Adventure Island (Freizeitpark)
Koordinaten: 51° 31′ 57″ N, 0° 42′ 57″ O
Adventure Island ist ein Freizeitpark in Southend-on-Sea (Essex, England,  Vereinigtes Königreich), der 1918 als Sunken Gardens eröffnet wurde. Unter diesem Namen wurde der Park bis 1975 betrieben. Ab 1976 hieß der Park zeitweise Peter Pan's Playground, danach Peter Pan's Adventure Island.

## Achterbahnen
| Bild | Name             | Typ                             | Hersteller                 | Eröffnungsjahr | Bemerkungen | Weblinks |
| ---- | ---------------- | ------------------------------- | -------------------------- | -------------- | --- | -------- |
|      | Barnstormer      | Familienachterbahn              | Zierer Rides               | 2000           | |          |
|      | Green Scream     | Familienachterbahn              | Zierer Rides               | 1999           | |          |
|      | Kiddi Koasta     | Familienachterbahn              | Zamperla                   | 2011           | |          |
|      | Mighty Mini Mega | Familienachterbahn              | Pinfari                    | 2003           | |          |
|      | Rage             | Stahlachterbahn mit Inversionen | Gerstlauer Amusement Rides | 2007           | War die erste Auslieferung vom Modell Euro-Fighter 320+. Mittlerweile gibt es vier weitere Auslieferungen von diesem Modell. |          |

### Ehemalige Achterbahnen
| Name        | Typ                              | Hersteller | Eröffnungsjahr | Schließungsjahr | Bemerkungen                                        | Weblinks |
| ----------- | -------------------------------- | ---------- | -------------- | --------------- | -------------------------------------------------- | -------- |
| Space Chase | Familienachterbahn               | unbekannt  | unbekannt      | 1990er Jahre    | Wurde später auf britischen Volksfesten betrieben. |          |
| Wendy Glide | Stahlachterbahn ohne Inversionen | unbekannt  | unbekannt      | um 1976         |                                                    |          |